# 中智学
中智学是哲学的一个分支。英文Neutrosophy取自拉丁字根 “neuter”（中性、中立），希腊词根 “Sophia”（技能／智慧）。由弗罗仁汀·司马仁达齐1980年创立，研究中立性的起源、本质和范畴以及和不同思想观念的作用（Florentin Smarandache）。
中智学关心的是命题、理论、事物、概念或实体 “A” 和它对立 “Anti-A”、它的否定 “Non-A” 以及既不是 “A” 又不是 “Anti-A”，记为 “Neut-A” 三者之间的关系。中智学是中智逻辑、中智概率论、中智集合论以及中智统计学的基础。